# Saint-Denis, Aude
Saint-Denis är en kommun i departementet Aude i regionen Occitanien  i södra Frankrike. Kommunen ligger  i kantonen Saissac som ligger i arrondissementet Carcassonne. År 2022 hade Saint-Denis 511 invånare.

## Befolkningsutveckling
Antalet invånare i kommunen Saint-Denis
Referens: INSEE